# Llandudno

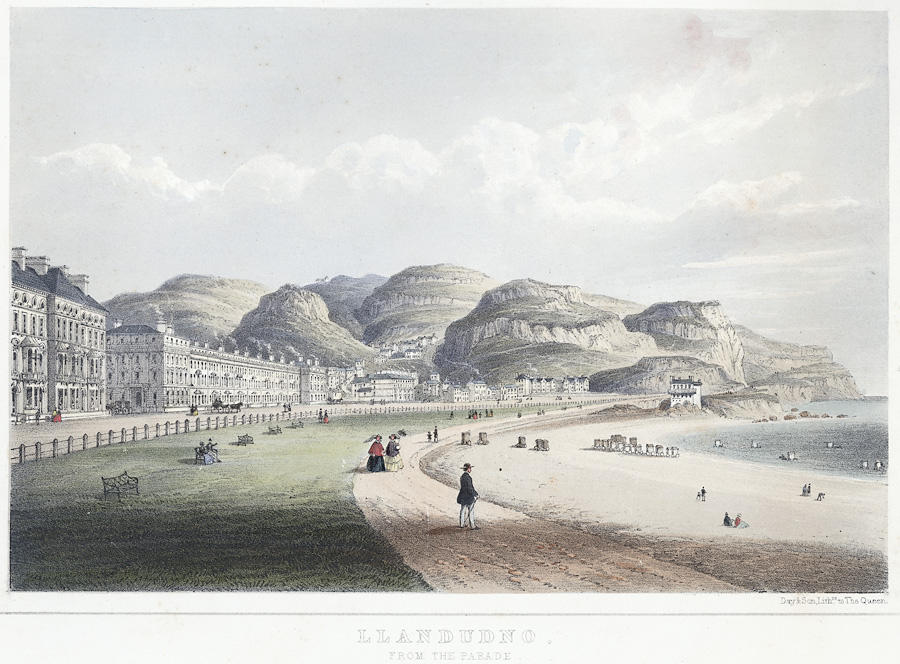
Llandudno de pe promenadă, 1860

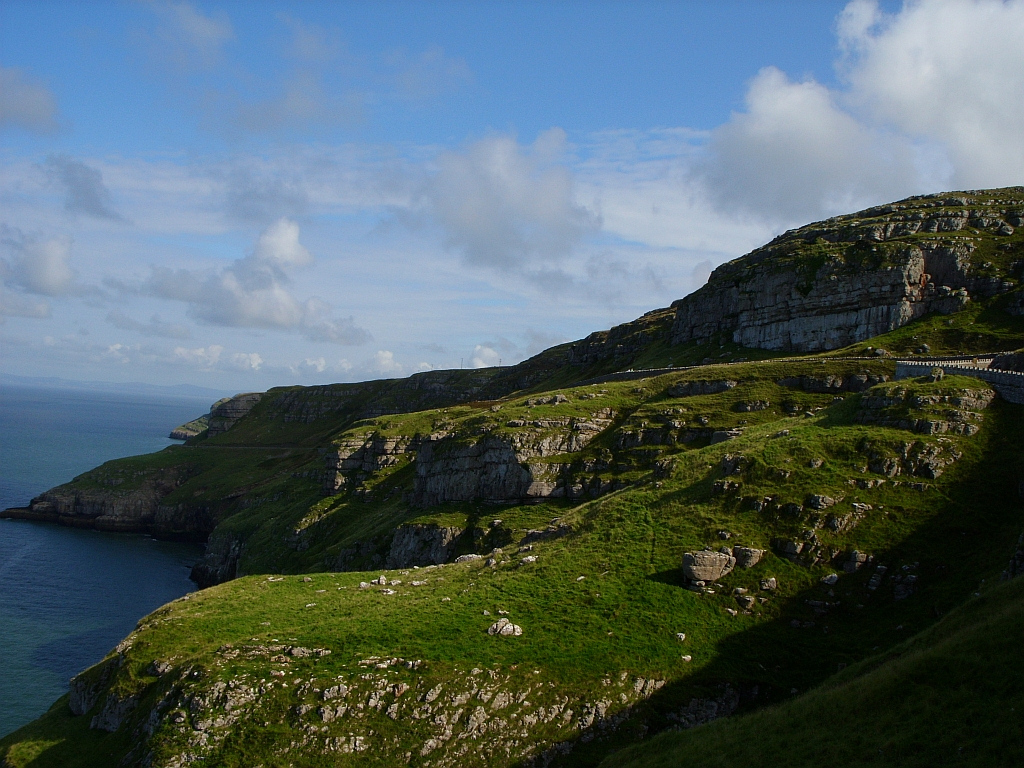
Vedere la Great Orme de la Farul Llandudno

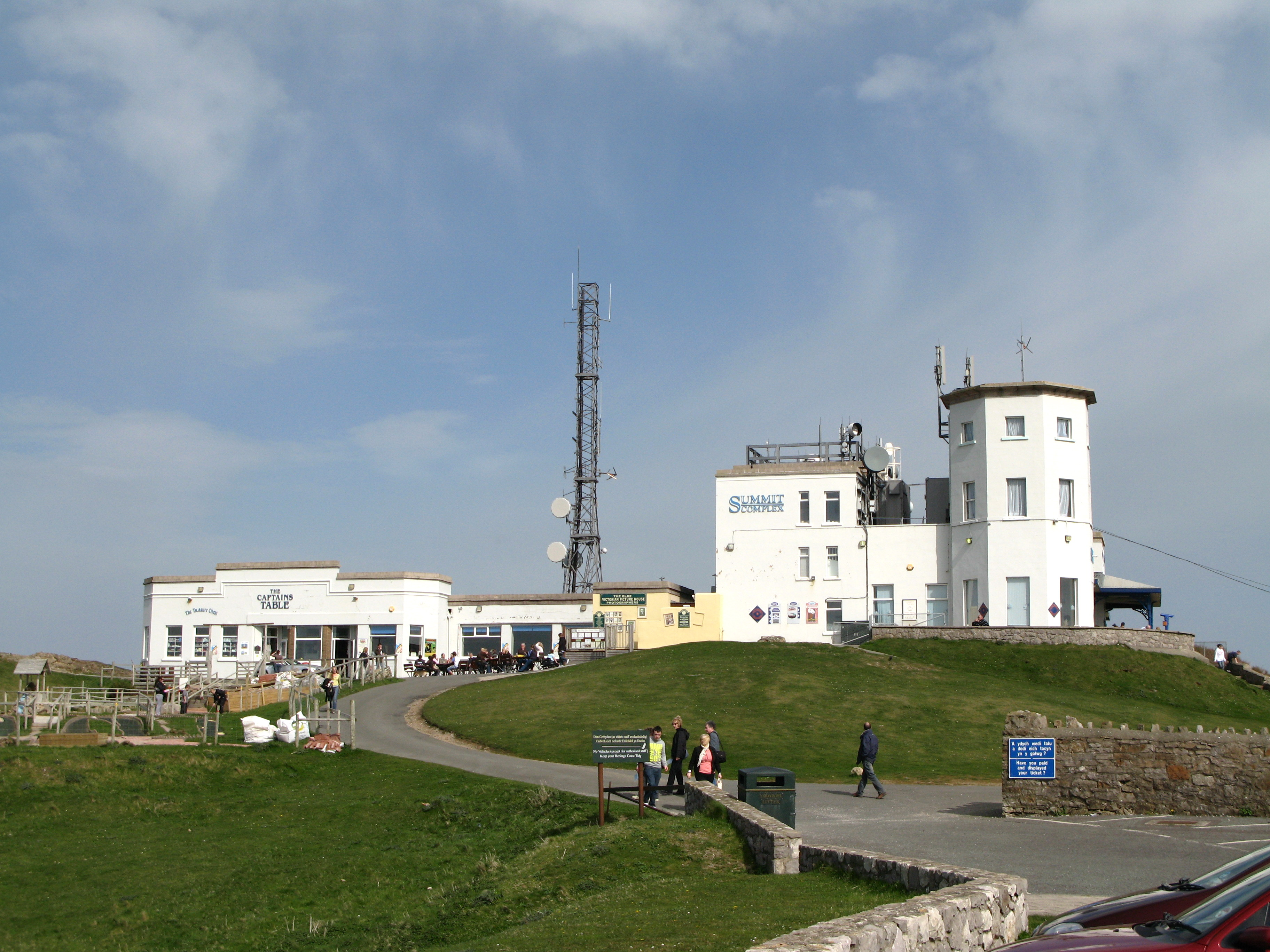
Vârful de pe Great Orme

Llandudno (pronunție în galeză /ɬanˈdɪdnɔ/) este un oraș și o stațiune pe litoral din comitatul Conwy, Țara Galilor, situat pe Peninsula Creuddyn, cu ieșire la Marea Irlandei. În recensământul din 2011 din Marea Britanie, populația număra 20.701 de persoane, incluzând Penrhyn Bay și Penrhynside. Numele orașului este derivat de la patronul său sfânt, Sfântul Tudno.
Llandudno, „regina stațiunilor galeze”, un titlu primit încă din 1864, este acum cea mai mare stațiune de pe litoralul Țării Galilor. Istoric, a făcut parte din comitatul Caernarfonshire, iar apoi a fost un district al Aberconwy în Gwynedd.

## Conexiuni culturale

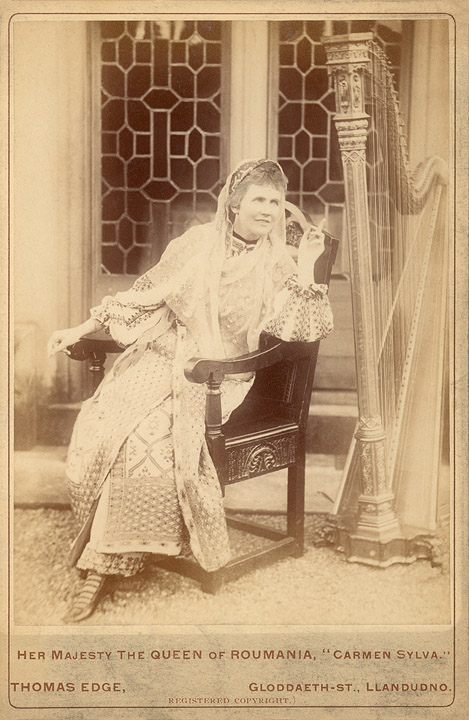
Carmen Sylva, pseudonimul Reginei Elisabeta a României, în Llandudno, 1890

Regina Elisabeta a României, cunoscută și sub numele de scriitoare Carmen Sylva, a stat în Llandudno timp de cinci săptămâni, în 1890. La plecare, ea a descris Țara Galilor ca „un frumos rai al păcii”. Traducerea în galeză a acestei descrieri, „hardd, hafan, hedd”, a devenit motto-ul oficial al orașului.

## Personalități născute aici
- Sylvia Sleigh (1916 - 2010), pictoriță.

## Referințe

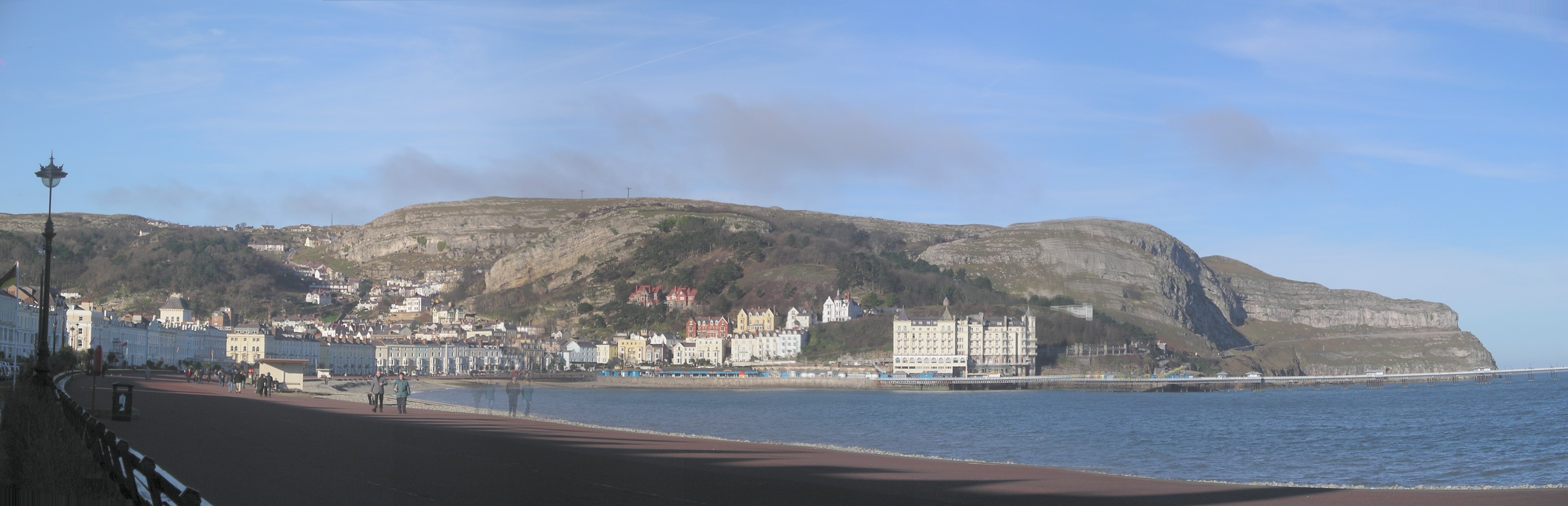
Țărmul nordic, cu Great Orme în fundal